# Between the Devil and the Deep Blue Sea (album)
Pour l’article homonyme, voir Between the Devil and the Deep Blue Sea.
Albums de Black Stone Cherry
Folklore and Superstition
(2008) Magic Mountain
(2014)
Singles
1. White Trash Millionaire
Sortie : 1er avril 2011
2. Blame it on the Boom Boom
Sortie : juillet 2011
3. In my Blood
Sortie : novembre 2011
4. Like I Roll
Sortie : 9 mai 2012

Between the Devil and the Deep Blue Sea est le troisième album du groupe de Hard rock Black Stone Cherry. Il est sorti le 31 mai 2011. Il comporte 12 pistes. Il existe également une version avec 3 pistes bonus.

## Titres
| 1.    | White Trash Millionaire             | 3:20 |
| 2.    | Killing Floor                       | 4:02 |
| 3.    | In My Blood                         | 3:49 |
| 4.    | Such A Shame (avec Lzzy Hale)       | 3:27 |
| 5.    | Won't Let Go                        | 3:19 |
| 6.    | Blame It on the Boom Boom           | 3:11 |
| 7.    | Like I Roll                         | 3:33 |
| 8.    | Can't You See                       | 3:33 |
| 9.    | Let Me See You Shake                | 3:33 |
| 10.   | Stay                                | 3:24 |
| 11.   | Change                              | 3:05 |
| 12.   | All I'm Dreamin' Of                 | 4:03 |
| 13.   | Staring at the mirror (bonus track) | 3:22 |
| 14.   | Fade Away (bonus track)             | 3:45 |
| 15.   | Die for You (bonus track)           | 3:14 |
| 51:30 |                                     |      |

## Interprètes
- Chris Robertson : voix, guitare.
- Ben Wells : guitare rythmique, chœurs.
- Jon Lawhon : basse et chœurs.
- John Fred Young : batterie, chœurs
- Lzzy Hale : voix additionnelle

## Équipe de production
- Howard Benson : production
- Mike Plotnikoff : enregistrement
- Ted Jensen : mastering
- Chris Lord-Alge : ingénieur, mixage
- Keith Armstrong : assistant ingénieur
- Nik Karpen : assistant ingénieur
- Lawrence Azerrad : art et design de l'album
- Black Stone Cherry, John Lawhon et Gail Marowitz : art et design de l'album
- Travis Shinn : photographie

## Certifications
| Pays              | Certification |
| ----------------- | ------------- |
| Royaume-Uni (BPI) | Argent        |